# Молочний лиман
Моло́чний лима́н (Молочне озеро) — лиман річки Молочної (басейн Азовського моря). Розташований на півдні Запорізької області в межах Мелітопольського району.

## Характеристика
Основні параметри:
- довжина — 35 км
- ширина — до 10 км
- глибина — 0,5—3 м
- площа — 168 км².

У лиман впадають річки: Молочна (з півночі), Тащенак (з північного заходу), Джекельня (з північного сходу). У 1920-30 роках обговорювалася та досліджувалася можливість створення у Мелітополі морського порту.
Молочний лиман з'єднаний з Азовським морем штучною протокою. Відділений від моря піщано-черепашковим пересипом. Улоговина лиману видовженої (з півночі на південь) форми. Західні береги високі та урвисті, східні — низькі, пологі. Температура води влітку — до +30 °C, взимку утворюється нестійкий крижаний покрив. Дно вкрите черепашкою і товстим шаром мулу; біля західних берегів — глинисте. Грязі лиману мають лікувальні властивості.
Чверть століття тому водойма була повноводною. Максимальна глибина лиману становила 2,7 метра і водилося в ньому безліч видів риб, таких як калкан, карась, короп, риба-голка та інші. Були і гірші часи. Наприклад, на початку ХХ століття лиман був повністю пересохлим і на цьому місці вівся видобуток солі.

## Історія формування
Історичний аналіз літературних даних, пов'язаних з Молочним лиманом, дозволяє виділити чотири характерні стани.:
- відкритий (затока Азовського моря, період до XV ст.);
- закритий (солоне озеро, період з кінця XV ст. до 1943 року);
- напіввідкритий (сполучення з Азовським морем відбувається за рахунок широкої та добре функціонуючої протоки або декількох проток, період 1943—1972 рр.);
- напівзакритий (сполучення з Азовським морем відбувається за рахунок однієї протоки, що функціонує періодично або обмежено, період з 1972 року і дотепер).

У період напіввідкритого стану (після штучного створення протоки у 1943 році) відмічалось максимальне видове різноманіття риб через стабільність гідрохімічних показників, особливо, солоності.

## Біорізноманіття

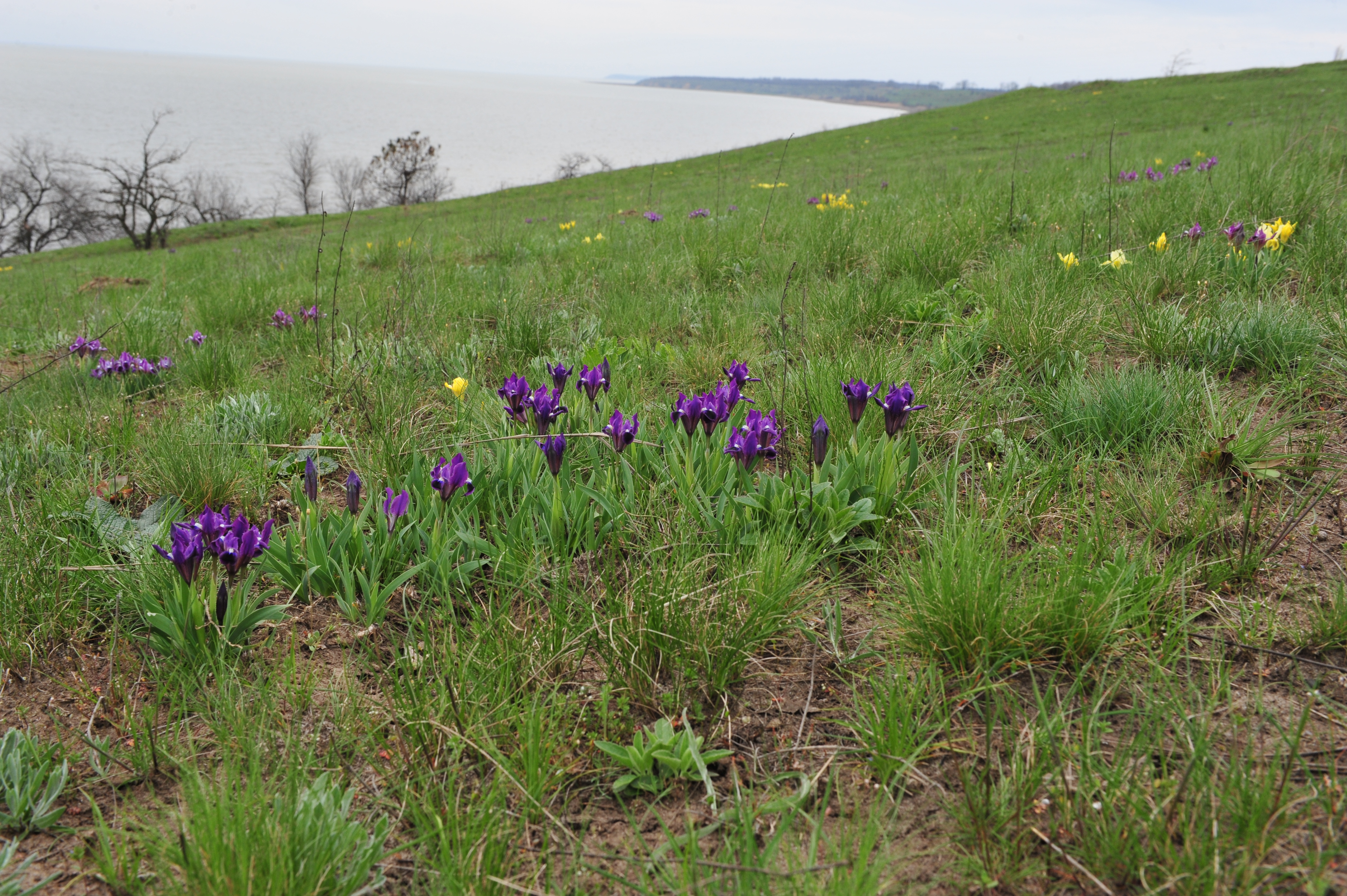
Берег лиману навесні

Молочний лиман є місцем поселення багатьох видів водоплавних птахів, місцем нересту та нагулу цінних видів морських риб (перш за все, вселеного в Чорне та Азовське моря піленгаса), місцем зростання та проживання 14 рідкісних видів рослин та тварин, занесених до Червоної книги України.
Під час весняної й осінньої міграцій на Молочному лимані можна побачити понад 20 тисяч водоплавних птахів.
На узбережжі Молочного лиману зафіксовано 6 видів плазунів, та три види рептилій: Черепаха болотна (Emys orbicularis) у регіоні цей вид представлений підвидом — Emys orbicularis orbicularis; Ящурка різнокольорова (Eremias arguta) представлена підвидом — Eremias arguta deserti; Ящурка притка (Lacerta agilis); вуж звичайний (Natrix natrix); вуж водяний (Natrix tessellata); гадуюка Степова (Vipera renardi); усі види плазунів занесені до Червоної книги України, а гадюка Степова (Vipera renardi) внесена до третього видання Червоної книги України.

### Рибогосподарське значення
Використання Молочного лиману у рибогосподарських цілях почалося разом із створенням штучної протоки у 1943 році, яка сприяла заселенню лиману промисловими видами риб.
Впродовж 1950—1960 років середньорічний вилов риби становив 290 т. Через сучасний стан протоки кількість риби постійно зменшується.

## Екологія

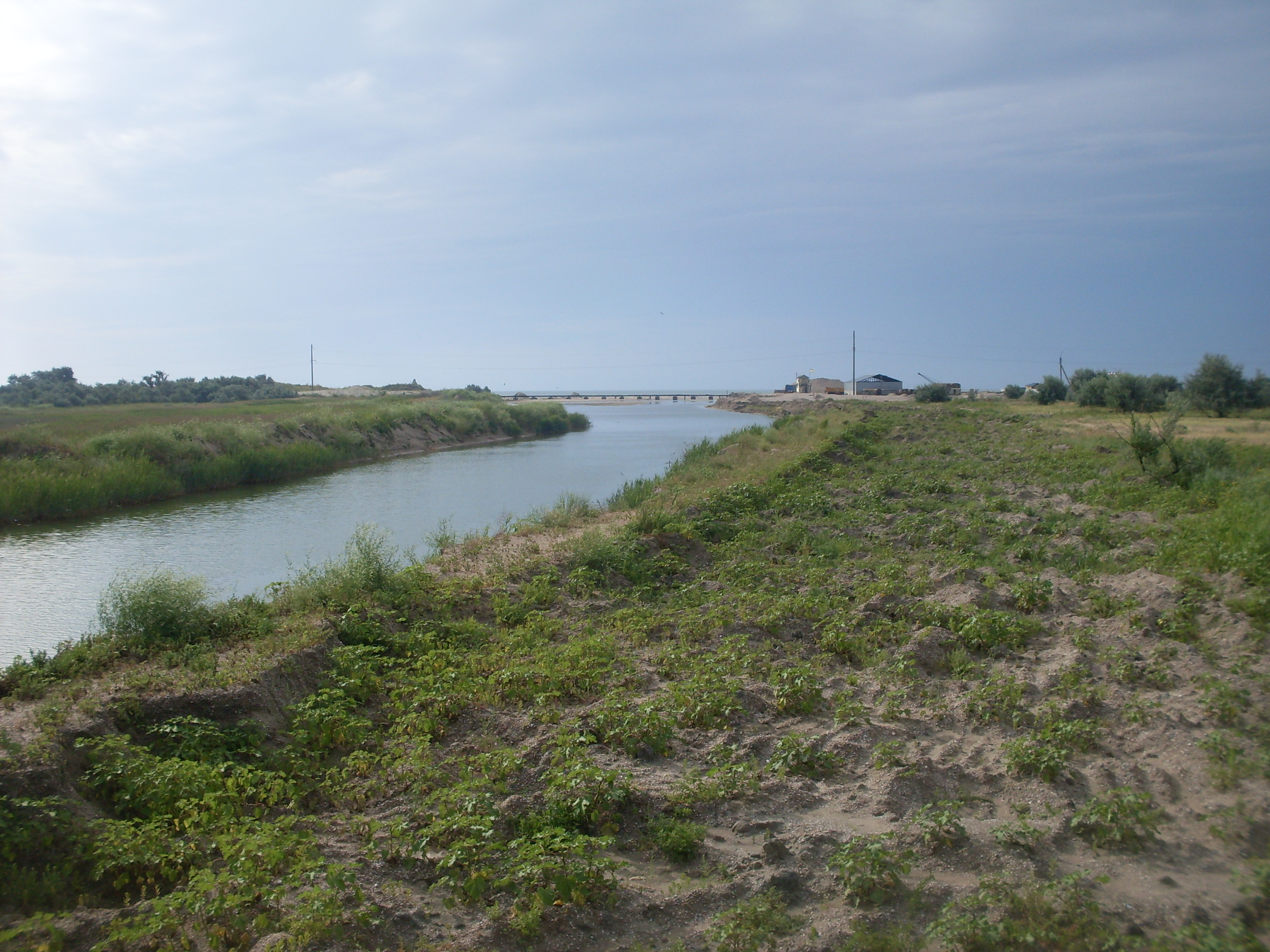
Канал, що з'єднує Молочний лиман із морем

Молочний лиман є напівзакритою водоймою, яка відокремлена від Азовського моря косою. Єдиним виходом у море є штучна протока, яка дуже часто засмічується піском від штормів і потребує штучного очищення. При недостатньому контролі за протокою змінюється солоність лиману та зменшується рівень води, що впливає на фауну екосистеми.
При закритій протоці до місця нересту в лимані не може дістатись піленгас, або не може потрапити назад в море і масово гине. При цьому зменшується промисловий вилов цього виду риб.
Коливання рівня води через нестабільність каналу призводить також до зниження привабливості багатьох дитячих баз відпочинку, розташованих на березі Молочного лиману, наприклад, в Алтагирі.
У липні 2012 року Український державний інститут з проектування підприємств рибного господарства і промисловості «Укррибпроект» розробив проект каналу, завдяки якому з'єднано Молочний із Азовським морем заради збереження лиману.
У 2018 році вимоїна постраждала як ніколи. Після того, як її тривалий час в ручному режимі намагалися розчистити і закрити, шторм на Азовському морі зламав усі плани. Але навіть створена вимоїна не може врятувати Молочний лиман від повного вимирання. У червні 2018 року лиман катастрофічно пересох і солоність води в ньому зросла набагато більше ніж була, відсоток кисню і того впав до нуля. З боку смт Кирилівка лиман зменшився на 2 км і по суті перетворився в пустелю. Розчищення промоїни кардинально ситуацію не змінила.
Останні роки рівень води катастрофічно падає. Наближається екологічна катастрофа. Така, яка відбулася з Аральським морем. Наприкінці 2019 року промоїна була відновлена і почався процес наповнення Молочного лиману водами Азовського моря

## Природоохоронне значення

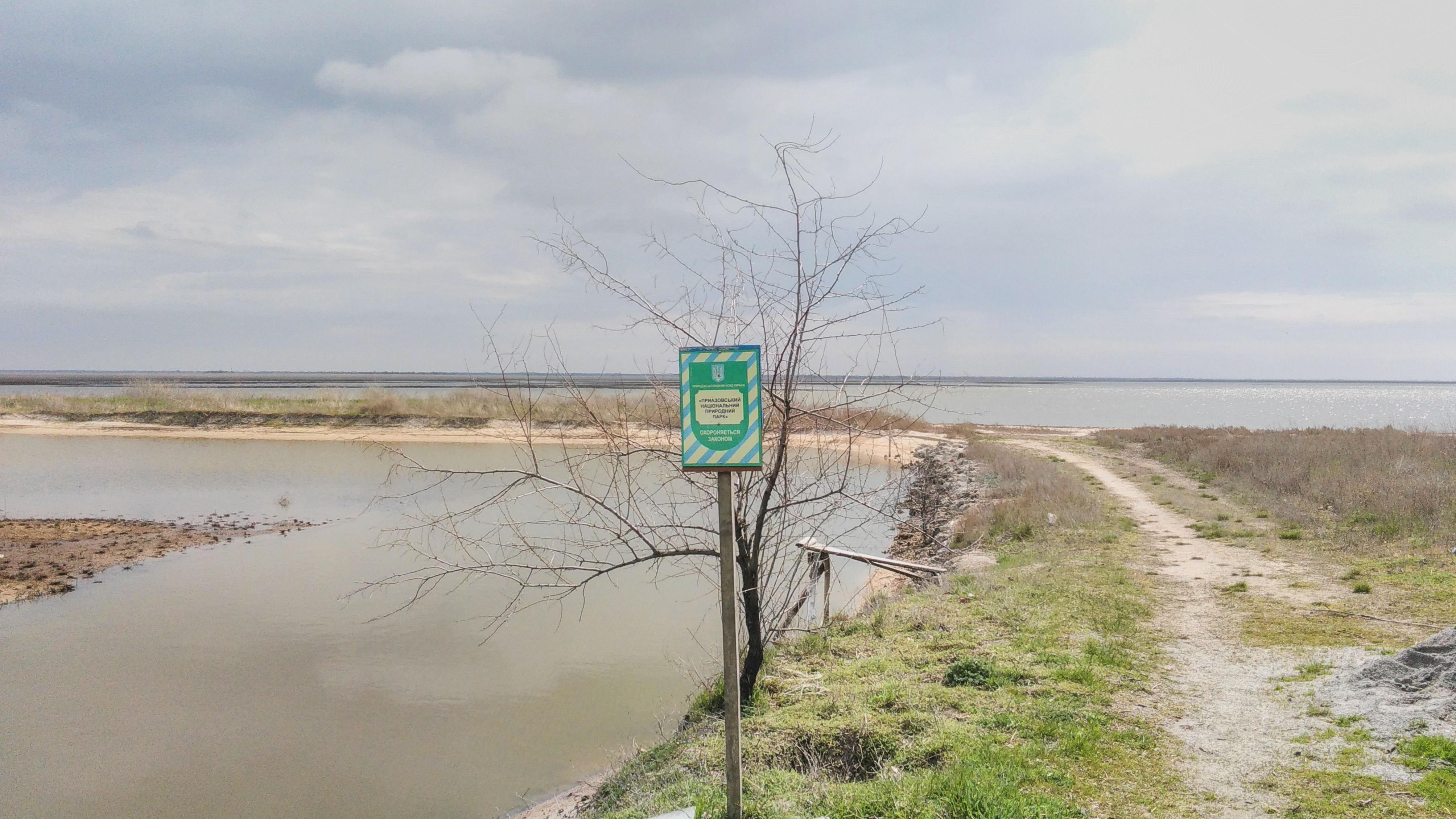
Аншлаг

З 1974 року — гідрологічний заказник загальнодержавного значення «Молочний лиман» (згідно з Постановою Ради Міністрів УРСР від 20 жовтня 1974 року № 500).
Молочний лиман включений до переліку водно-болотних угідь міжнародного значення у зв'язку з ратифікацією Україною Рамсарської конвенції.
У 2010 році увійшов до складу Приазовського національного природного парку.
З 1980 по 2002 роки також діяв Ботанічний заказник місцевого значення «Гирло Молочного лиману».

## Галерея

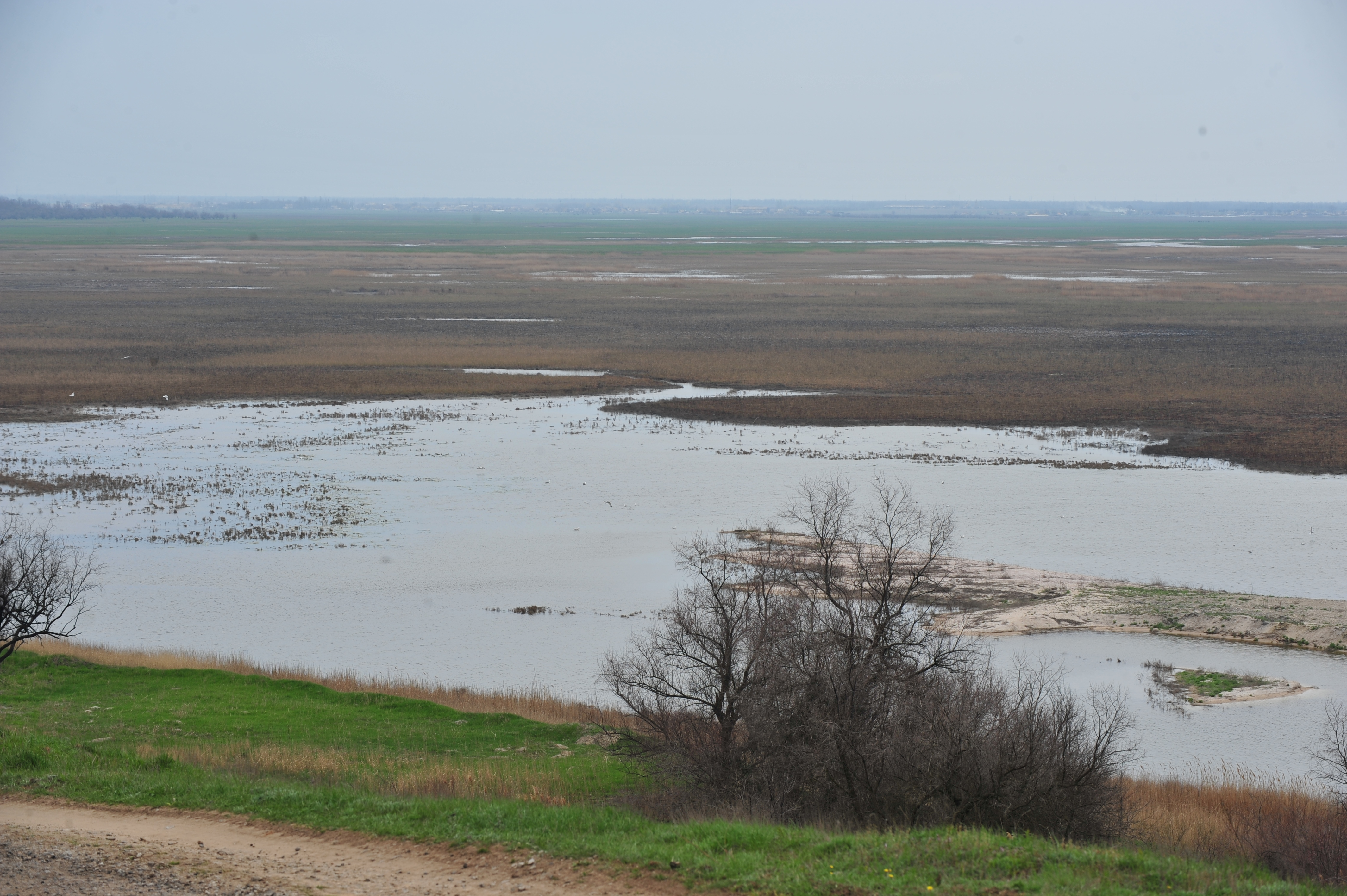
Молочний лиман у 2010 р.
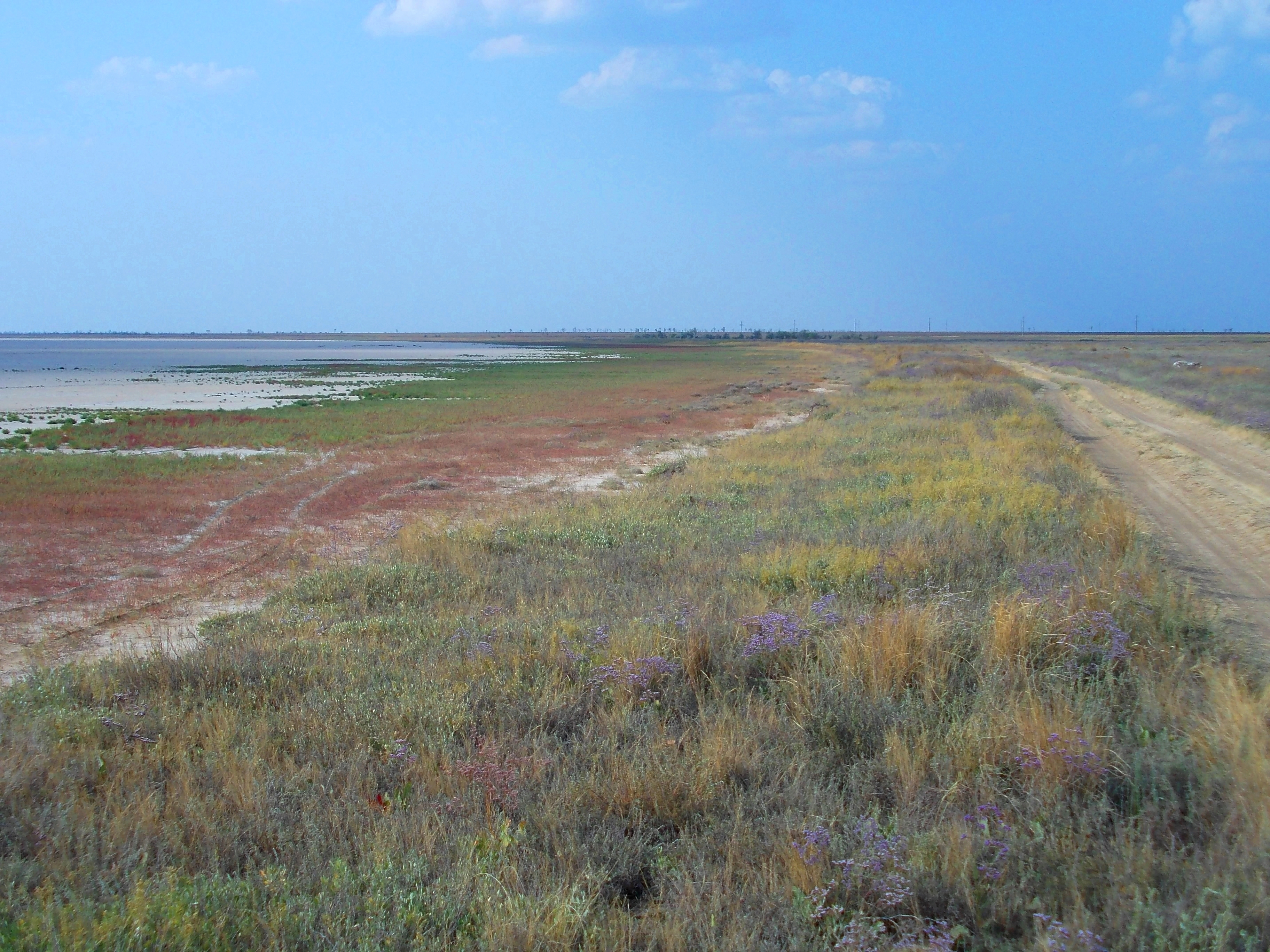
Останні роки рівень води катастрофічно падає
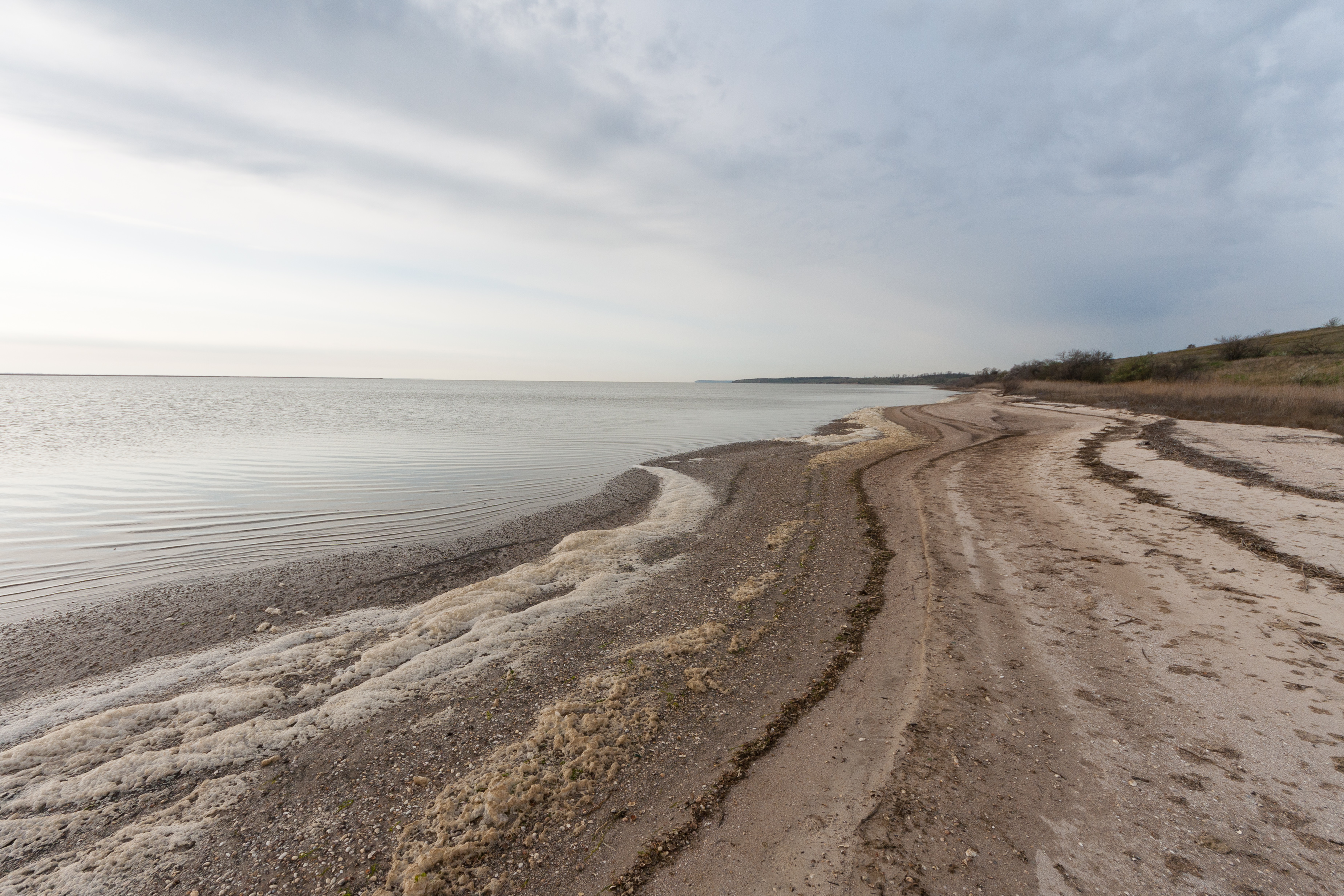
Молочний лиман поблизу села Мирне
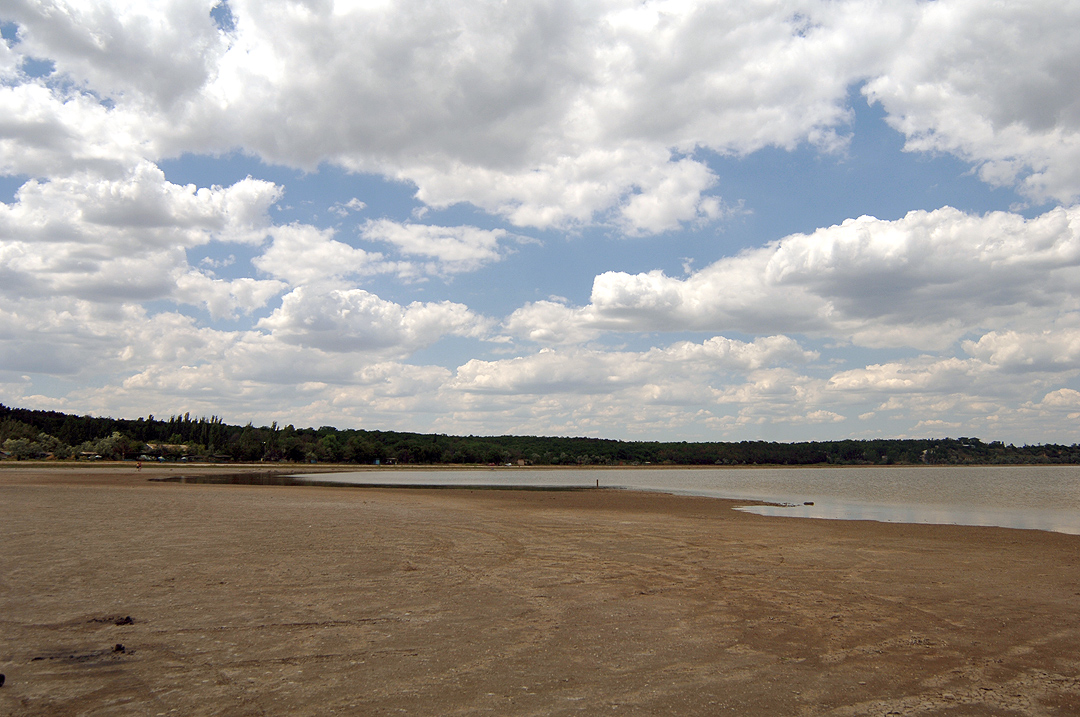
На березі лиману біля села Богатир (Якимівський район)
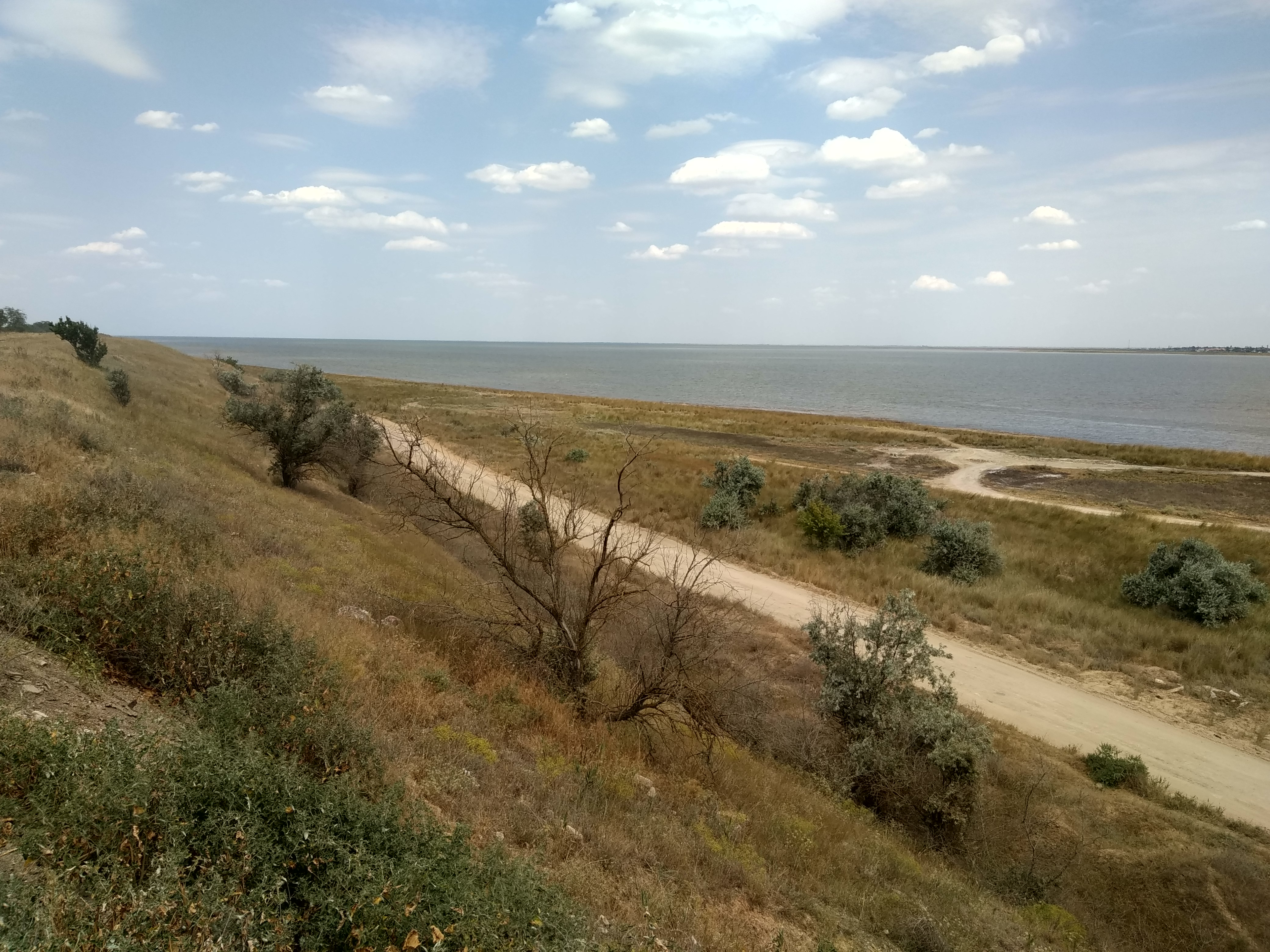
Молочний лиман поблизу смт Кирилівка
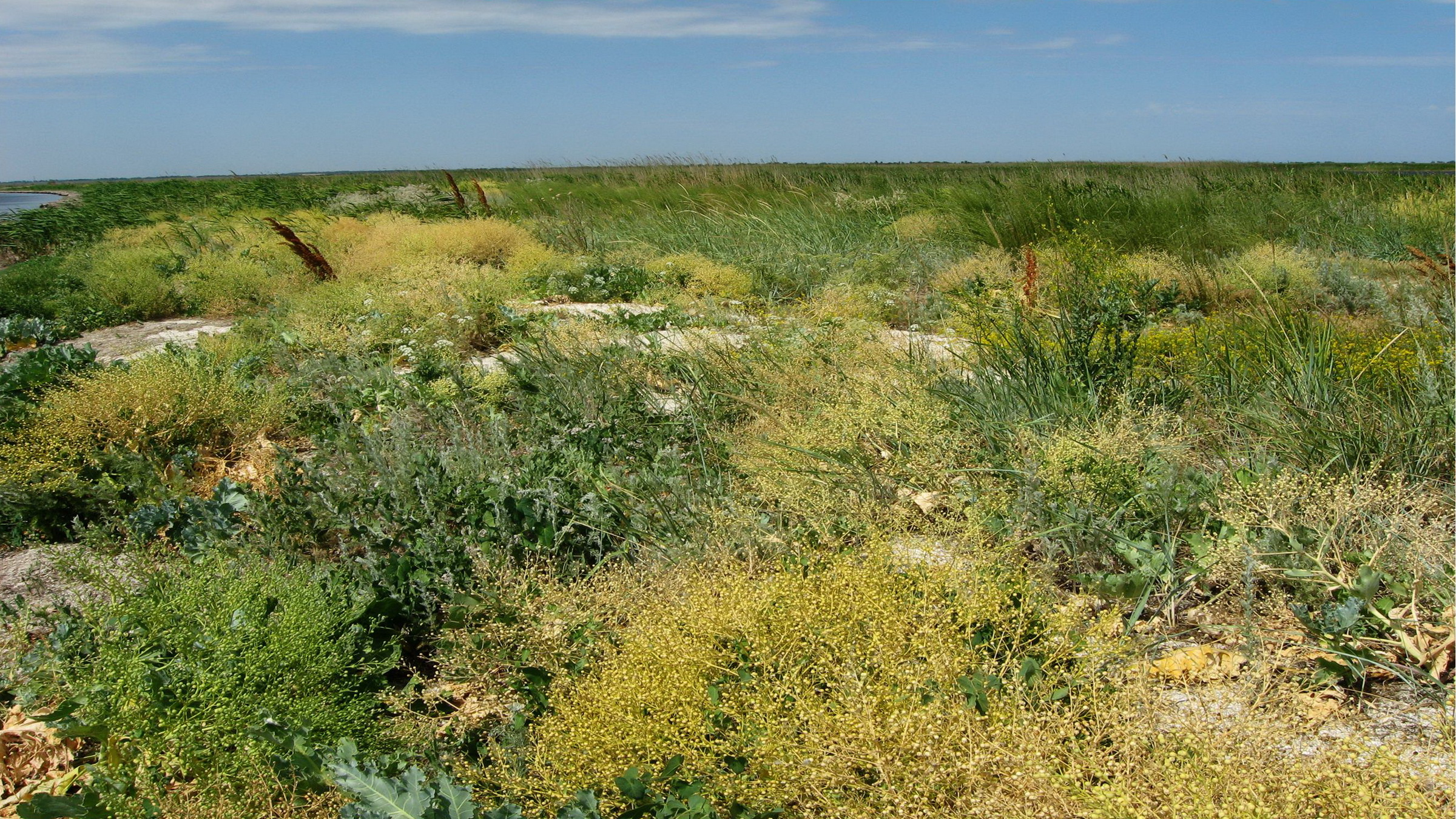
Галофітна рослинність на узбережжі лиману
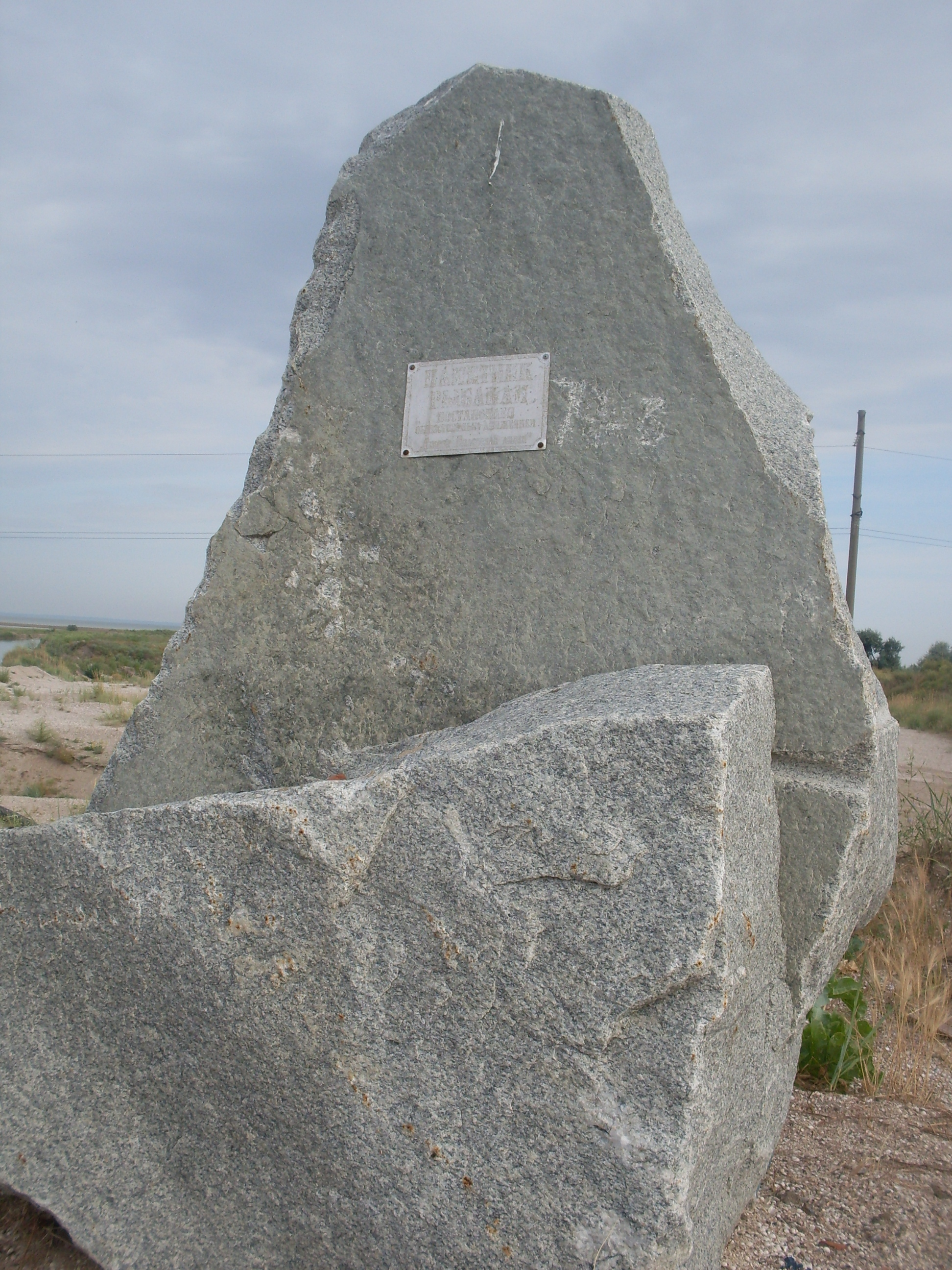
Пам'ятник рибалкам на косі Пересип
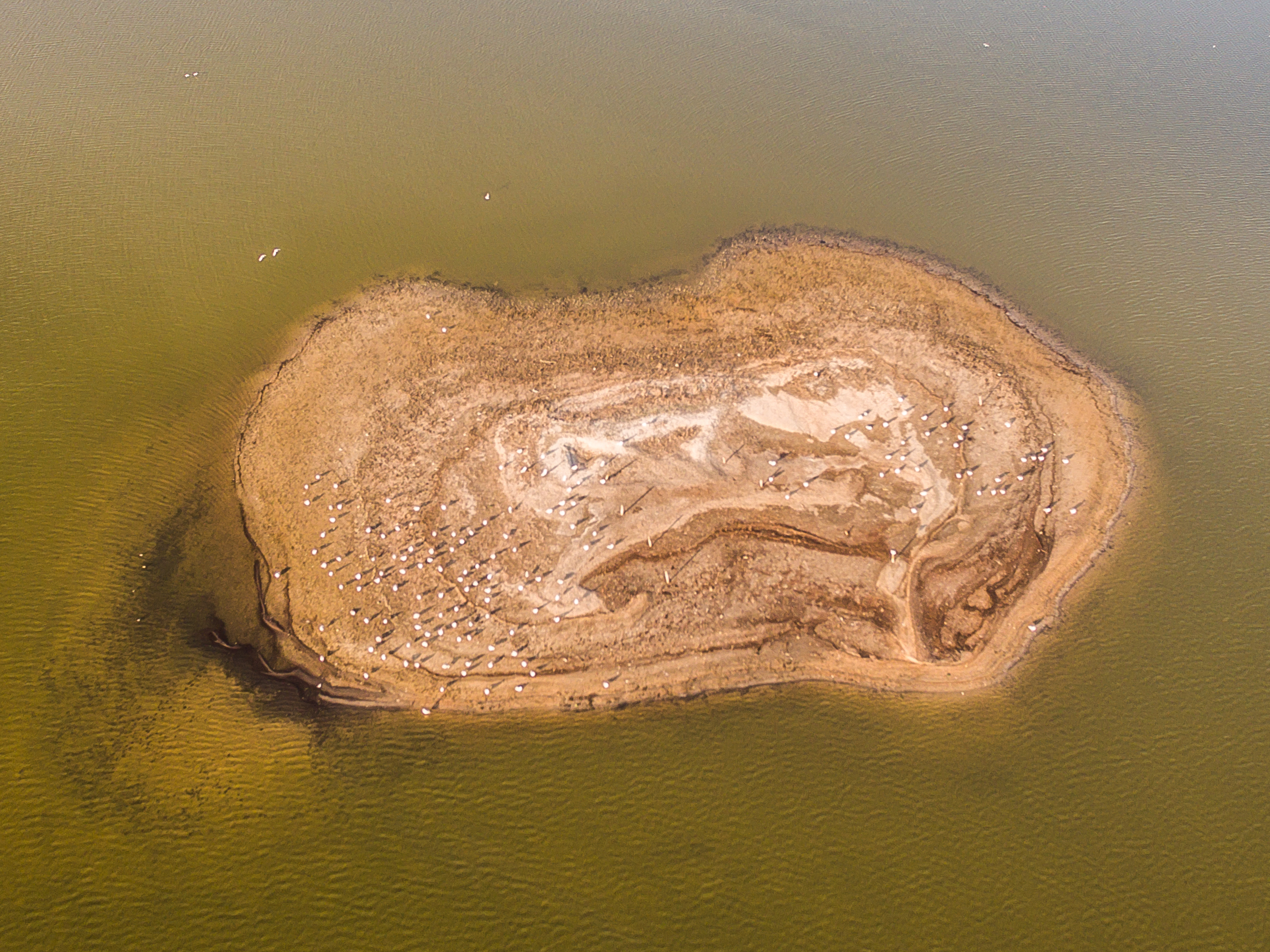
Острів у лимані, де мешкають мартини